# Rue Verniquet
La rue Verniquet est une voie du 17e arrondissement de Paris, en France.

## Situation et accès
La rue Verniquet est une voie publique située dans le 17e arrondissement de Paris. Elle débute au 2, rue Alfred-Roll et se termine au 15, boulevard Berthier.

## Origine du nom

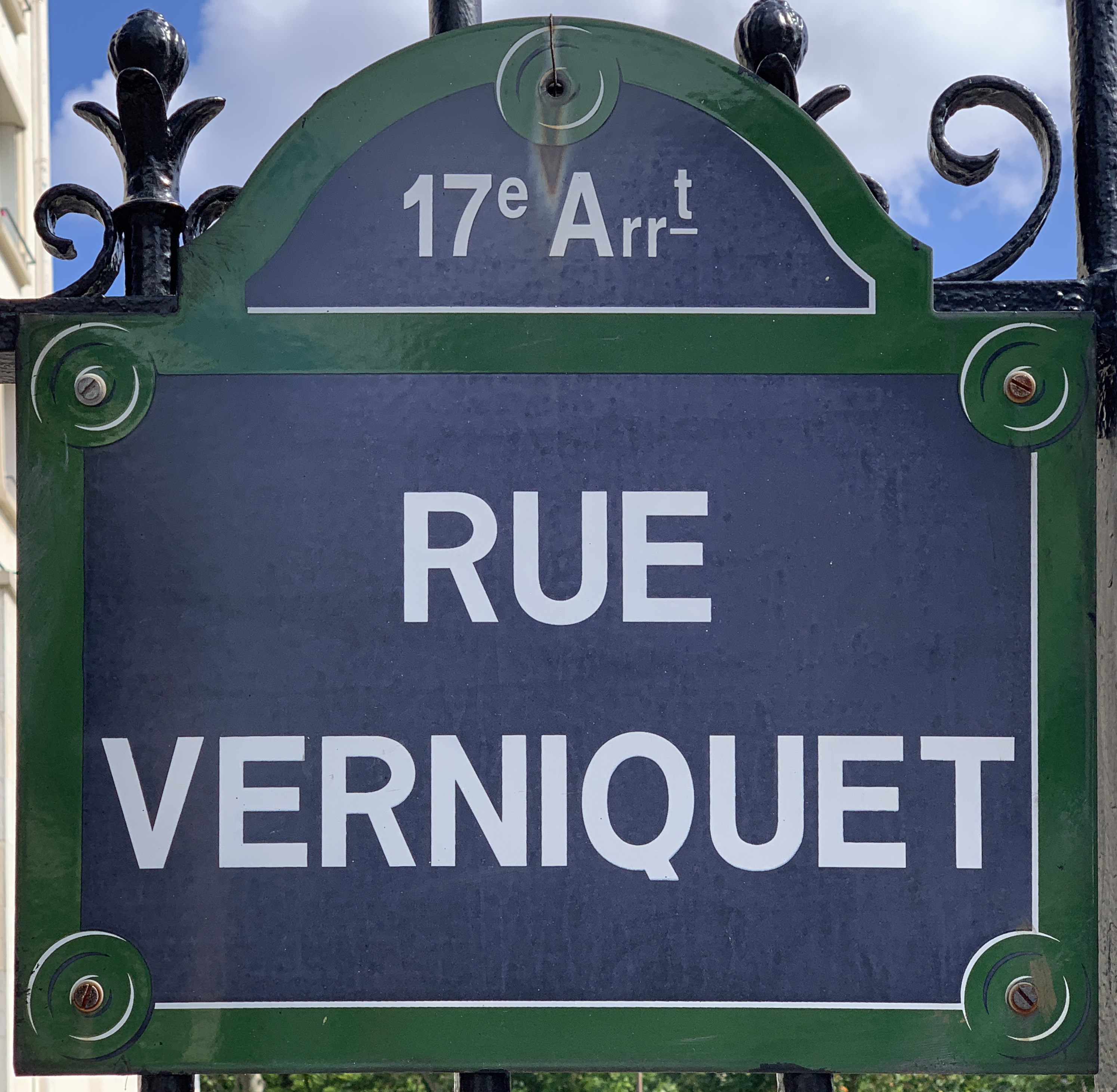
Plaque de la rue.

La voie porte le nom d'Edme Verniquet (1727-1804), architecte du XVIIIe siècle, auteur du plan de Paris dit plan de Verniquet, établi à partir de 1775, publié de 1793 à 1799, et réputé être le premier à être exact.

## Historique
Cette voie qui est créée à la suite d'une décision du ministre des Travaux publics en date du 28 avril 1866, en même temps que la ligne de Petite Ceinture, qui lui est parallèle fut dénommée « rue Verniquet » par décret du 10 février 1875.
Ce tronçon reliant les stations de Courcelles-ceinture d'où partait l'embranchement de la ligne d'Auteuil vers la station Pont-Cardinet et la station Porte de Clichy ouvert le 25 mars 1869 est le dernier réalisé de la petite ceinture. Elle était à l'origine en surplomb de la voie ferrée et d'installations annexes. Ce tronçon fermé au service voyageurs en 1934 comme l'ensemble de la petite ceinture fut par la suite peu utilisé car le trafic marchandises subsistant se déroulait essentiellement sur les parties nord, est et sud de la ligne. La tranchée fut recouverte en 1955  et des immeubles édifiés à la fin des années 1950 sur ce terrain recouvrant les installations ferroviaires entre la rue Verniquet et la rue Philibert-Delorme. Ces installations ont été remplacées par des parkings sous les immeubles. Une voie unique avait été cependant maintenue sous la rue pour les trains présidentiels à destination de la gare de l'avenue Foch. Le dernier convoi ayant emprunté la voie fut celui du train funéraire transportant le cercueil du prince Ali Kahn le 20 mai 1960. La largeur du souterrain ne permettant plus le passage de 2 voies celui-ci a été reconstruit pour la branche Nord-Ouest du RER C qui circule sous la rue Philibert-Delorme depuis 1988.
L'ancienne gare de Courcelles détruite au début des années 1950 était située au nord de la place Loulou Gasté à l'entrée des rues Philibert-Delorme et Verniquet.

Ancienne gare de Courcelles-Ceinture
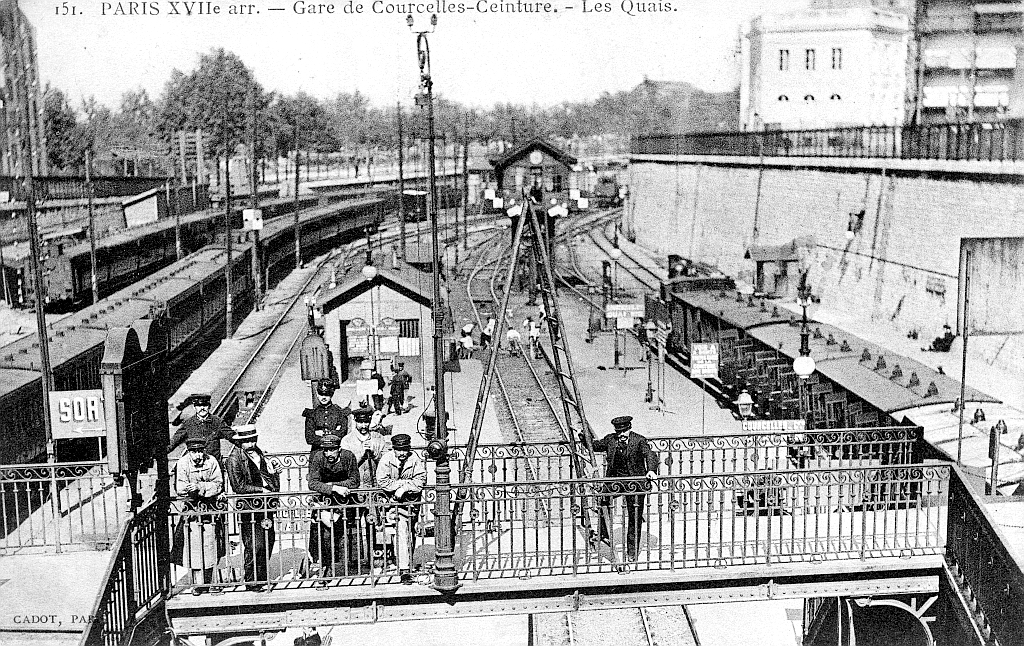
Gare de Courcelles-Ceinture en contrebas de la rue Philibert-Delorme vers 1900.
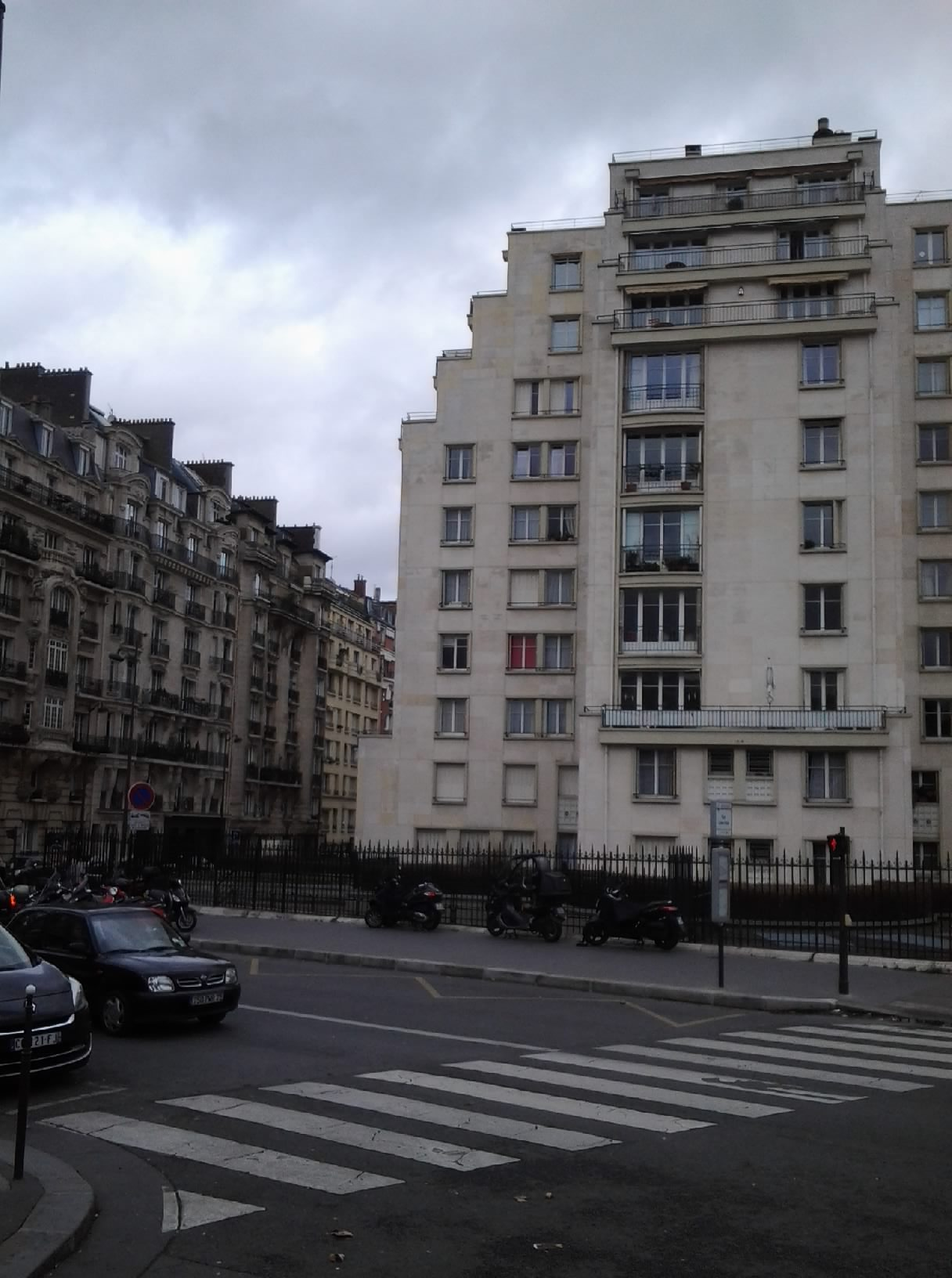
Emplacement de l'ancienne gare de Courcelles-Ceinture.

## Bâtiments remarquables et lieux de mémoire
- No 1 : anciens sièges des Éditions Henry Babou fondées en septembre 1927 qui héberge ensuite les Éditions Obelisk Press fondées par Jack Kahane.